# Tovomita krukovii
Tovomita krukovii là một loài thực vật có hoa trong họ Bứa. Loài này được A.C. Sm. miêu tả khoa học đầu tiên năm 1935.